# إرنست ألين غوين
إرنست ألين غوين (بالإنجليزية: Ernest Allen Guinn)‏ هو قاضي ومحامي أمريكي، ولد في 29 سبتمبر 1905 في فلسطين في الولايات المتحدة، وتوفي في 9 يونيو 1974.